# Хинганск
Хинганск (на руски: Хинганск) е селище от градски тип в Облученски район на Еврейската автономна област в Русия.
Намира се на река Ляв Хинган (приток на Хинган).
Разстоянието до административния център, град Облучие, е 19 км (на югозапад).

## История
Селището Хинганск води началото си едновременно с комбината „Хинганолово“, в чийто състав влизат рудник и обогатителна фабрика. Хинганското находище на олово е открито през 1944 г. Първоначално селището е наречено Микояновск.
От 1948 г. има статут на селище от градски тип.